# Соренто (Луизијана)
Соренто (енгл. Sorrento) град је у америчкој савезној држави Луизијана.

## Демографија
По попису из 2010. године број становника је 1.401, што је 174 (14,2%) становника више него 2000. године.
| Група             | 2000.         | 2010.         |
| Белци             | 1.017 (82,9%) | 1.122 (80,1%) |
| Афроамериканци    | 182 (14,8%)   | 204 (14,6%)   |
| Азијати           | 1 (0,1%)      | 10 (0,7%)     |
| Хиспаноамериканци | 17 (1,4%)     | 46 (3,3%)     |
| Укупно            | 1.227         | 1.401         |